# Seretse Khama
Seretse Khama (Serowe, 1 juli 1921 – Gaborone, 13 juli 1980) was een Botswaans politicus en de eerste president van Botswana.

## Perikelen rond de Bangwato-troon
Seretse Khama was de kleinzoon van het beroemde stamhoofd (Chief) Khama III van de Bangwato. Na het overlijden van Seretse Khama's vader, Chief Sekgoma II, kwam het leiderschap in handen van zijn oom Tshekedi, die regent werd. Tshedeki werd Seretse Khama's rivaal, nadat de laatste meerderjarig was geworden en getrouwd was met de Britse Ruth Williams. Tshedeki verzette zich heftig tegen de aanspraken van Seretse Khama op de troon, omdat hij getrouwd was zonder de traditionele Bangwato-gebruiken. Desondanks werd hij door de meerderheid van zijn volk tijdens een kgotla (vergadering van stamoudsten) erkend en tot Chief gekozen.

## Vastgehouden in Londen
Omdat zijn huwelijk met een blanke vrouw veel weerstand opriep bij de apartheidsregering in Zuid-Afrika en zij de handel met moederland Groot-Brittannië dreigden stop te zetten, werd Seretse Khama door de Britten onder valse voorwendselen naar Londen geroepen en daar voor vijf jaar onder huisarrest gesteld. Tshedeki werd opnieuw regent, maar werd niet van harte geaccepteerd door de Bangwato. In 1956 kwam het tot een compromis: Tshedeki en Seretse Khama lieten beiden hun rechten op de Bangwato-troon vervallen. Seretse Khama kon naar Beetsjoeanaland terugkeren.

## President van Botswana
In 1962 richtte Seretse Khama de Botswana Democratic Party (Botswaanse Democratische Partij) op. De BDP streefde naar onafhankelijkheid van Botswana binnen het Brits Gemenebest. Bij de verkiezingen voor de Wetgevende Vergadering van Beetsjoeanaland werd de BDP de grootste partij. Khama werd premier van een autonoom Beetsjoeanaland. Voor de gelegenheid werd de naam  Beetsjoeanaland veranderd in Botswana.
In 1966 werd Botswana een onafhankelijke republiek binnen het Brits Gemenebest met Seretse Khama als president. Hij werd door de Engelse koningin in de ridderstand verheven (knight) en mocht zich laten aanspreken als sir. Bij de eerste verkiezingen na de onafhankelijkheid, op 18 oktober 1969, behaalde zijn Botswana Democratic Party 24 van de 31 zetels in het parlement.

## Democratisch leider
Seretse Khama ontpopte zich als een gematigd leider die samenwerking tussen de zwarten en de blanken nastreefde. Khama, een democraat, hield zich aan de democratische spelregels en maakte van zijn land geen eenpartijstaat zoals in veel Afrikaanse buurlanden in die tijd. De economie voer wel onder zijn bewind. Hoewel hij het apartheidsregime niet erkende, bleef hij wel op goede voet met de Zuid-Afrikaanse regering, omdat veel Botswanezen als arbeider in de Zuid-Afrikaanse mijnen werkten. 
Seretse Khama speelde een belangrijke rol bij de onderhandelingen die leidden tot een onafhankelijk Zimbabwe.
Khama had een slechte gezondheid: in 1960 kreeg hij de diagnose diabetes - waarvoor toen nog amper zorg bestond - en in 1965 en 1968 werd hij voor een leveraandoening in Johannesburg behandeld. Vervolgens onderging hij in 1976 aldaar een pacemaker operatie, wat hij daarop regelmatig in Londen liet controleren. Zo ook in 1980 en prompt werd bij hem niet meer behandelbare alvleesklierkanker geconstateerd; hij overleed enige maanden later, thuis, op 59-jarige leeftijd.
Khama's grootste kracht was dat hij de traditionele leiders (chiefs) wist over te halen om mee te werken aan een democratische regering. Daarnaast wist hij door zijn multi-etnisch beleid ervoor te zorgen dat conflicten tussen de autochtone en de blanke bevolking uitbleven. Daarmee was hij voorganger van de Zuid-Afrikaanse president Nelson Mandela.